# Karolina Widerström
Olivia Karolina Widerström, född 10 december 1856 i Helsingborgs stadsförsamling, Malmöhus län, död 4 mars 1949 i Kungsholms församling, Stockholms stad, var Sveriges första kvinnliga läkare. Hon var aktiv i politiska och sociala frågor samt en rad föreningar och arbetade bland annat med sexualupplysning och kämpade för kvinnlig rösträtt.

## Biografi
Karolina Widerström var enda barn till gymnastikläraren och veterinären Otto Fredrik Widerström och Olivia Erika Dillén. När familjen flyttade till Stockholm 1873 ville hennes far att hon skulle gå i hans fotspår och bli gymnastiklärare. Därför studerade hon vid Gymnastiska centralinstitutet 1873–1875, men hennes dröm var att bli läkare för kvinnor. Under de två närmaste åren var hon dels anställd som assistent åt Gymnastiska centralinstitutets chef professor Branting, dels som privatpraktiserande sjukgymnast. Branting uppmanade henne att studera medicin och hon bytte därför bana. Hon tog studentexamen för att kunna börja med sina studier och hon arbetade samtidigt som gymnastiklärare för att ha råd med studierna.
Som vuxen levde Widerström tillsammans med läraren och skolledaren Maria Aspman.

### Läkare
År 1879 avlade hon studentexamen vid Wallinska skolan och i december året därpå mediko-filosofisk examen vid Uppsala universitet. Därefter studerade hon under bland andra Carl Magnus Fürst. I maj 1884 avlade hon medicine kandidatexamen vid Karolinska institutet.
Den 26 maj 1888 tog hon medicine licentiatexamen vid Karolinska institutet i Stockholm och valde senare att specialisera sig inom kvinnomedicin och gynekologi. Hennes mest kända och spridda bok är Kvinnohygien som utkom första gången 1899 och därefter i sju upplagor fram till 1932. Widerström ville att flickor och kvinnor skulle lära känna sina kroppar bättre, klä sig hälsosammare och få samma möjligheter och rättigheter som pojkar och män.
År 1889 tog hon initiativet att starta en egen praktik med inriktning på kvinnomedicin och gynekologi, eftersom man under den här tiden i Sverige inte fick utöva läkaryrket i statlig tjänst som kvinna. Hon öppnade även år 1893 en egen klinik där operationer kunde genomföras.

### Reglementeringen
I början av 1900-talet bildades abolitionisterna som var helt emot den prostitutionsreglementering som syftade till att stävja de veneriska sjukdomarna. Reglementeringen innefattade tvångsinspektioner av prostituerade kvinnor. Widerström var en förgrundsgestalt tillsammans med två medlemmar ur regleringskommittén Otto Westerberg och Johan Erik Johansson samt Ulrich Müllern-Aspegren. De menade att förtroende och tillit mellan den sjuka och läkaren var av största betydelse och vände sig därför emot de tvångssanitära åtgärder som utövades. Widerström uttalade sig mot reglementeringen redan 1902 och argumenterade, med internationell forskning i ryggen, att den inte var tillräckligt effektiv i sjukdomsbekämpningen. Hon förespråkade istället frivillig vård och reglementeringens avveckling för att minska sjukdomens utbredning. Widerström var med och nyanserade diskussionen kring prostituerade kvinnor. Hon lyfte fram gruppens heterogenitet och pekade ut svältlöner, trångboddhet och alkoholism som några orsaker till att kvinnor prostituerade sig.

### Föreningsverksamhet

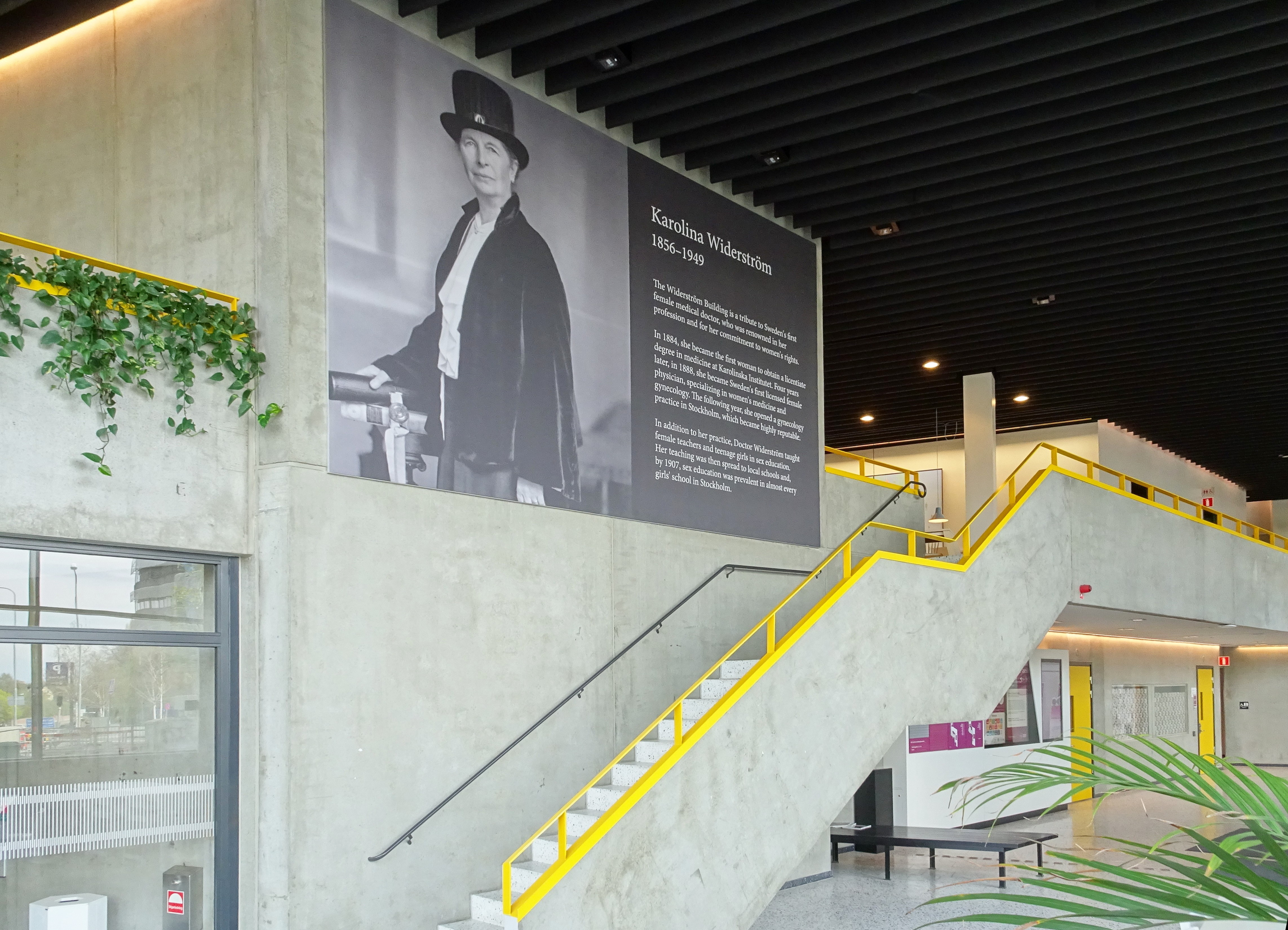
Information om Karolina Widerström i Widerströmska husets foajé.

Widerström var även aktiv i många föreningar. Bland annat satt hon i Stockholms stadsfullmäktige för de frisinnade 1912–1915, och var ordförande för Landsföreningen för kvinnans politiska rösträtt 1918–1921. Hon var ordförande i Kvinnliga akademikers förening 1910–1918, grundade Kvinnliga Läkares Kommitté (numera Kvinnliga Läkares Förening) 1916 och var medlem i föreningen Frisinnade kvinnor, senare Frisinnade kvinnors riksförbund.
Karolina Widerström engagerade sig i dräktreformrörelsen, medan hon studerade till läkare. År 1886 höll hon ett inledningsanförande i Stockholm under rubriken "Några ord om Qvinnodrägtens reformerand" och år 1893 skrev hon broschyren "Den kvinnliga klädedräkten Betraktad ur hälsans synpunkt". I de broschyrerna nämnde Widerström att kvinnorna skulle börja bära byxor.

### Ytterligare sysselsättning
Tillsammans med sin sambo Maria Aspman, som var rektor och lärare i naturvetenskapliga ämnen, arbetade Widerström med att introducera friluftsskolor för barn som ansågs "klena". Den här skolan byggde på regelbundna måltider och tid för återhämtning och vistelse i den friska luften. Det här resulterade i förbättrad hälsa hos barnen. Utöver detta arbetade de även med att inom folkskolan införa utbildning inom sexualhygien samt hälsolära. Exempel på saker som kunde ingå i den utbildningen var anatomi, mens, graviditet samt hur man skyddar sig mot könssjukdomar.

### Eftermäle
Karolina Widerströms privata arkiv, innehållande bland annat bokmanuskript, anteckningar, betyg, fotografier och korrespondens, finns på Kvinnohistoriska samlingarna i Göteborg. Hon har en gata uppkallad efter sig i Fruängen, en förort till Stockholm, Doktor Widerströms gata. Även i sin födelsestad Helsingborg har hon en gata uppkallad efter sig, denna heter Karolina Widerströms gata och ligger på sjukhusområdet. Widerströmska huset vid Solnavägen på Karolinska Institutets campus i Solna, som invigdes 2013, är också uppkallat efter henne.
Widerström är begravd på Solna kyrkogård.